# Løke
Løke ist ein norwegischer Familienname.

## Namensträger
- Astrid Løke (* 2002), norwegische Handballspielerin
- Frank Løke (* 1980), norwegischer Handballspieler
- Heidi Løke (* 1982), norwegische Handballspielerin
- Lise Løke (* 1984), norwegische Handballspielerin